# Lex Pokol
A Lex Pokol egy Pokol Béla által kidolgozott törvényjavaslat, melyet 1998-ban nyújtott be a FKGP képviselőjeként. A módosításban sajtó-helyreigazításról, válaszadás jogáról, ellenvélemény szabad közléséről van szó. Tehát bármely írásra, mely véleményt, minősítést tartalmaz valakiről, joga lenne az érintettnek az adott médiumban a válaszadásra. Ekkor a javaslatot a Fidesz és az MDF is ellenezte, így a professzor visszavonta azt.
A javaslat 2001-ben kapott ismét nagy visszhangot. Január 3-án az FKGP gödi tanácskozása után Torgyán József közölte, hogy újra beterjesztették Pokol Béla javaslatát. Azért tették meg mindezt, mert most már számítottak a koalíciós partnerek támogatására is, tőlük azonban nem érkezett visszajelzés. Február közepére kiderült, hogy a Fidesz nem fogja támogatni ismét a Pokol-indítványt, hanem saját PTK-módosító javaslattal álltak elő. Répássy Róbert szerint: a Fidesz javaslata szerint vélemény-helyreigazításról szó sem lehet, csak arról, hogy az ellenvéleményt is közölni kell, akkor, ha az eredeti állítás személyiségi jogot sértett. Pokol Béla ezután ismét visszavonta a javaslatát.